# Mara Zini

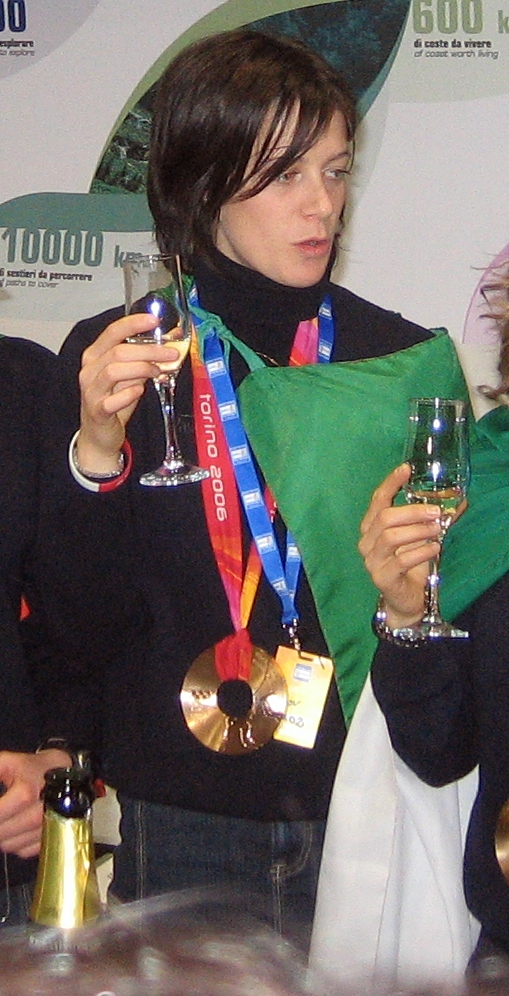
Mara Zini en 2006.

Mara Zini (née le 26 octobre 1979 à Sondalo, dans la province de Sondrio) est une patineuse de vitesse sur piste courte italienne.

## Biographie
Elle est la cousine de la patineuse de vitesse sur piste courte Katia Zini.

## Palmarès aux Jeux olympiques
- Jeux olympiques d'hiver de 2006 à Turin  Italie:
  -  Médaille de bronze en relais sur 3 000 m.